# شبگرد خال‌ستاره
شبگرد خال‌ستاره (نام علمی: Caprimulgus stellatus) نام یک گونه از تیره شبگردان است.